# ديك أرينغتون
ديك أرينغتون (بالإنجليزية: Dick Arrington)‏ هو لاعب كرة قدم أمريكية أمريكي، ولد في 16 يناير 1942، وتوفي في 14 مارس 1993 في Roxbury, Boston ‏ في الولايات المتحدة.